# Hervé Carrier
Hervé Carrier, né le 26 août 1921 à Grand-Mère (Québec) et mort le 2 août 2014 à Richelieu (Québec), est un prêtre jésuite et un sociologue canadien. Il acquit une réputation internationale pour ses travaux et enseignements traitant de sociologie de la religion, de sociologie urbaine, d'éducation supérieure et d'identité culturelle, ainsi que pour les positions qu'il a occupées au sein du monde académique catholique,,.

## Biographie
Après des études secondaires au Collège Saint-Ignace et des études collégiales au Collège Sainte-Marie, Hervé Carrier entre en 1944 au noviciat à la Compagnie de Jésus. Il effectue sa régence au Collège Loyola de Montréal, avant d'aller étudier la sociologie pendant un an à la Catholic University of America à Washington. Il est ordonné prêtre en 1955. Il fait un doctorat en sociologie religieuse à la Sorbonne, produisant sous la direction de Jean Stoetzel une thèse influente intitulée Psycho-sociologie de l'appartenance religieuse,,.
En 1959, Carrier est appelé à Rome comme professeur de sociologie à l'Université Grégorienne de Rome. Il y est un pionnier, la sociologie religieuse y est alors (avant le concile Vatican II) un domaine très neuf d'études et de recherches. Il est recteur de cette université de 1966 à 1978. De 1970 à 1980, il est président de la Fédération internationale des Universités catholiques. En 1982, il devient le premier secrétaire du Conseil pontifical de la culture, créé par le pape Jean-Paul II,,.